# Rolf Järmann
Rolf Järmann (Arbon, 31 de gener de 1966) va ser un ciclista suís, que fou professional entre 1987 i 1999. Durant la seva carrera professional destaquen les etapes que guanyà al Giro d'Itàlia i al Tour de França, així com la general de la Tirrena-Adriàtica de 1998 i dues edicions de l'Amstel Gold Race (1993, 1998) i el Gran Premi de Plouay (1995). Al seu llibre Doping, Spitzensport als gesellschaftliches Problem (El dopatge, l'esport d'elit com un problema social) Järmann admetia haver emprat EPO.

## Palmarès
- 1987
  - Vencedor d'una etapa del Tour de Romandia
- 1988
  - 1r a la Stausee-Rundfahrt Klingnau
- 1989
  - Vencedor d'una etapa del Giro d'Itàlia
- 1990
  -  Campió de Suïssa en ruta
  - Vencedor d'una etapa del Tour de Romandia
  - Vencedor d'una etapa de la Volta a Suïssa.
- 1991
  - Vencedor d'una etapa de la Volta a Euskadi
- 1992
  - Vencedor d'una etapa del Tour de França
- 1993
  - 1r a l'Amstel Gold Race
  - Vencedor d'una etapa de la Volta a Suïssa,
- 1995
  - 1r a la Volta a Luxemburg i vencedor d'una etapa
  - 1r al Gran Premi de Plouay
- 1997
  - 1r a la Volta a Polònia
- 1998
  - 1r a la Tirrena-Adriàtica
  - 1r a l'Amstel Gold Race,
  - Vencedor d'una etapa de la Setmana Catalana

### Resultats al Tour de França
- 1991. 83è de la classificació general
- 1992. 62è de la classificació general. Vencedor d'una etapa
- 1993. 54è de la classificació general
- 1994. 73è de la classificació general
- 1995. 67è de la classificació general
- 1996. 90è de la classificació general
- 1997. Abandonà a la quinzena etapa.

### Resultats al Giro d'Itàlia
- 1988. 41è de la classificació general
- 1989. 38è de la classificació general. Vencedor d'una etapa
- 1990. 71è de la classificació general
- 1998. 85è de la classificació general